# Zia Mame
Zia Mame è il romanzo più famoso dello scrittore statunitense Patrick Dennis.

## Storia editoriale
Il romanzo viene inizialmente rifiutato da diciannove editori, tutti concordi nel ritenerlo "invendibile" a causa del suo configurarsi come una serie di racconti che pur avendo per protagonisti gli stessi personaggi risultavano scollegati l'uno dall'altro. Il romanzo viene infine accettato dalla casa editrice Vanguard, che lo sottopone però alla revisione di un curatore editoriale, cui si deve l'escamotage narrativo che introduce il personaggio dell'"indimenticabile zitella del New England", le cui vicende fanno da spunto, all'inizio di ciascun capitolo, per la narrazione di un analogo episodio con protagonista zia Mame. Rivisto in tal modo il libro sbarca sugli scaffali delle librerie, divenendo un clamoroso successo: rimane infatti nella classifica dei best seller del New York Times per 112 settimane e vende, prima di uscire fuori catalogo, oltre due milioni di copie in lingua inglese e nelle altre quattro (tra cui l'italiano) in cui fu all'epoca tradotto.
Il romanzo fu pubblicato in lingua italiana da Bompiani nel 1958, con il titolo La zia Mame. Riproposto da Garzanti negli anni settanta, uscì poi dai cataloghi editoriali per un lungo periodo.
Il libro è stato riproposto nei paesi di lingua inglese nel 2001, dalla Broadway Books (gruppo Random House), mentre sul mercato di lingua italiana ha fatto la sua ricomparsa nel 2009, a cura di Adelphi, riscuotendo un grande successo, insolito per una ripubblicazione, che lo ha visto salire al vertice della classifica dei libri più venduti in Italia e rimanere nelle prime posizioni per molte settimane.
Nel 1958 l'autore, anche ai fini di soddisfare i vincoli contrattuali, pubblicò un seguito del fortunato romanzo, Around the World with Auntie Mame, dal successo più moderato (130.000 furono le copie vendute). Anche il seguito fu pubblicato nella sua traduzione italiana da Bompiani, nel 1960, con il titolo Intorno al mondo con zia Mame.

## Trama
Il romanzo, opera d'invenzione blandamente ispirata ad alcune vicende della vita dell'autore e alla figura, reale, di sua zia Marion Tanner, narra le peripezie di una ricca ed eccentrica signora newyorkese, Mame Dennis, ritratta attraverso una serie di improbabili e comiche imprese che si snodano lungo l'arco di tre decenni, dagli anni del proibizionismo americano ai primi anni cinquanta.
Ogni capitolo costituisce una vicenda a parte, rendendo il libro, più che un romanzo, una girandola di racconti semi-indipendenti.

### Zia Mame e l'orfanello
Boston, 1929. Patrick Dennis ha dieci anni quando suo padre, con cui non è mai riuscito ad instaurare un legame sufficientemente profondo, muore a causa di un infarto. Nelle volontà testamentarie del defunto signor Patrick è scritto chiaramente che in caso di una sua prematura scomparsa il figlio debba passare sotto la tutela della sorella, Mame Dennis, zia del bambino. Così, pochi giorni dopo la cremazione del genitore, Patrick e la sua governante Norah Muldoon partono per New York. Arrivati a casa di Mame, i due vengono accolti dal maggiordomo giapponese Ito che li introduce alla presenza della zia. La donna, ignara del fatto che il nipote sarebbe arrivato proprio quel giorno, stava dando un grande festa quando viene interrotta dalla comparsa del nipote.
Il bambino, stanco dopo il viaggio, viene mandato presto a letto, mentre la donna esce con gli amici.

### Zia Mame e l'ora del bambino
Il mattino dopo, Mame e Patrick parlano a lungo nella camera da letto della donna, felice di aver con sé il nipotino, una nuova mente da plasmare a sua immagine e somiglianza. I due, conoscendosi, diventano sempre più affiatati e Mame stravede per il nipote. In casa della zia, Patrick conosce molta gente del mondo della psichiatria e dello spettacolo, tra i quali Vera Charles, migliore amica di Mame. La donna iscrive il nipote ad una scuola sperimentale, in cui gli studenti vanno in giro completamente nudi. Ciò manda su tutte le furie il signor Dwight Babcock, indicato nel testamento come custode del patrimonio di famiglia con il dovere di far sì che Mame non influisca eccessivamente sul bambino con la sua eccentricità. Babcock, indignato con Mame, decide di portare Patrick al collegio di St. Boniface, in modo che la zia lo possa vedere soltanto per Natale e per le altre vacanze. Il giorno dopo, il 29 ottobre 1929, crolla la borsa di New York.

### Zia Mame nel tempio di Mammona
Zia Mame è messa in ginocchio dalla grave crisi economica e, per poter mantenere un certo tenore di vita, è costretta a lavorare. La donna inizia a lavorare in vari campi e intraprende varie attività, con scarso successo. Prova anche a lavorare nell'ambiente teatrale insieme all'amica Vera Charles, del teatro americano, ma anche qui ottiene miseri risultati.
La svolta nella vita di Mame avviene quando viene licenziata da Macy's il giorno della vigilia di Natale. Infatti la donna, addetta alla vendita dei pattini a rotelle del settore giocattoli, era stata licenziata per non essere capace di compilare fatture. Questa sua lacuna viene scoperta grazie al fatto che un ricco signore del Sud le abbia commissionato ventitré paia di pattini per un orfanotrofio, con pagamento immediato.
Mortificato per aver fatto licenziare la donna, l'uomo riesce a rintracciare Mame mentre stava allestendo i preparativi per il Natale con Patrick, tornato dal collegio, Norah e Ito. L'uomo si scopre essere Beauregard Jackson Pickett Burnside, ricco petroliere del Sud. Mame e Beau cominciano a frequentarsi e si sposano la notte di Capodanno.

### Zia Mame e la bella del Sud
Zia Mame, Beau e il tredicenne Patrick decidono di passare le vacanze estive in Georgia insieme con il resto della famiglia Burnside. Nell'immensa magione di famiglia, Mame conosce l'acida suocera e tutti i parenti del nuovo marito. Tra tutte le nuove conoscenze, Mame non apprezza nessuno come Sally Cato, l'ex-fidanzata di Beau, e tra le due donne nasce subito una profonda intesa. Ma Sally Cato, in realtà, medita vendetta contro Mame e decide di umiliarla davanti a tutti i Burnside in una battuta di caccia alla volpe, un'attività molto amata dalla famiglia. E, per far sì che la sconfitta di Mame sia totale, Sally Cato la procura un cavallo aggressivo e fuori controllo. Mame, per miracolo, riesce a non cadere di sella durante la caccia e, alla fine, riuscendo a salvarsi, smaschera Sally Cato davanti al marito. La fama di cavallerizza di Mame si diffonde a macchia d'olio, tanto da essere invitata a vari congressi equestri in tutto il paese.

### Zia Mame letterata
Dopo appena tredici mesi di matrimonio, Beau muore tragicamente in un incidente a Central Park. Dopo un anno di grande tristezza e depressione, Mame si riprende e, spinta dalle amiche, decide di scrivere la storia della sua vita. Dopo gli iniziali insuccessi, Mame decide di ricorrere alla collaborazione di Agnes (in Italiano: Agnese) Gooch, giovane stenografa, e Brian O'Bannion, giovane poeta irlandese. Mame, presto, si innamora di Brian, interessato solo al patrimonio della donna che, con la morte del marito, è diventata la nona vedova più ricca di New York. Il sedicenne Patrick, intanto, torna a casa per le vacanze di Natale e intuisce le mire del poeta; però, Mame non ascolta i suggerimenti del ragazzo, adirandosi con lui.
La sera di capodanno, in cui Brian e Mame sarebbero dovuti andare al ballo degli editori insieme, la donna si ammala, e il poeta si reca alla festa con Agnes. Mame, però, scopre la mattina dopo che i due sono fuggiti insieme e getta nel camino il manoscritto della sua biografia, ponendo fine alla propria carriera letteraria.

### Zia Mame in missione di soccorso
Mentre Patrick fa l'ultimo anno di liceo, sua zia Mame si trasferisce in albergo vicino al St. Boniface e contatta il nipote. La visita della donna ha una motivazione ben precisa: Mame ha accolto nuovamente Agnes Gooch, messa incinta e abbandonata da Brian O'Bannion. Mame, per aiutare la donna, ha bisogno della complicità di Patrick, di cui si compra la disponibilità con la promessa di fare un giro in Europa con lui durante le vacanze estive.
Patrick è costretto a sgattaiolare fuori ogni notte per portare Agnes a passeggiare e, dopo un paio di mesi, il ragazzo viene scoperto dal professor Pugh, che decide però di aiutarlo, essendosi innamorato della signorina Gooch.
La donna partorisce improvvisamente nel trambusto generale dell'albergo in cui, per una strana coincidenza, alloggiava anche Mr Babcock. Mr Pugh sposa Agnes e adotta il figlio di Brian, mentre Patrick riesce ad ottenere il diploma.

### Zia Mame al campus
Patrick, terminato il liceo, decide di proseguire gli studi e di andare al college. Qui, Pat fa amicizia con altri quattro ragazzi che, come lui, si ispirano a Fred Astaire. Il più grande dei cinque, Alex, comincia a fare amicizia con zia Mame, invaghitasi per questo ragazzo più giovane di lei di più di vent'anni. La sera del ballo universitario del terzo anno, Patrick ci porta di malavoglia Bubbles, una ragazza petulante e volgare da cui esce da qualche tempo, pur non sopportandola. La sera stessa, scoppia un pandemonio al college a causa di uno studente che si era appartato con una ragazza e i sorveglianti cominciano a perquisire tutte la camere. Quando Patrick, lasciata Bubbles con un altro cavaliere, torna in camera, trova sua zia Mame, venuta al ballo con Alex. Alla fine, Mame e Patrick riescono a salvarsi dalla situazione e insieme tornano a New York.

### Zia Mame e la mia infelice storia d'amore
Finita l'università, Patrick comincia a frequentare una ragazza figlia di una ricca famiglia borghese. Tra i due c'è una perfetta armonia e, infine, la coppia decide di sposarsi. Ma qui cominciano i guai per Patrick: gli Upson, i genitori della fidanzata Gloria, vogliono conoscere sua zia Mame.
Dopo tutte le raccomandazioni per convincere la zia a mantenere un basso profilo, Patrick porta Mame a cena dagli Upson. Mame incanta i propri ospiti con il suo charme, ma l'idillio viene bruscamente interrotto da una svolta non prevista della conversazione. Quando Mame scopre che gli Upson sono fortemente razzisti e odiano gli ebrei, Mame risponde a malo modo e accusa la famiglia, mandando su tutte le furie il padre di Gloria. Patrick interviene in difesa della zia e, lasciata Gloria, i due tornano insieme a New York.

### Zia Mame e la chiamata alle armi
Allo scoppio della seconda guerra mondiale, Patrick decide di arruolarsi nella marina americana. Dopo essere stato ferito ad una gamba in Europa, Patrick ritorna in America, dove zia Mame, già da tempo impegnata in attività belliche femminili, ha deciso di adottare sei ragazzi inglesi fuggiti dalla guerra. Mame e Patrick si trasferiscono in una casa di campagna con i sei ragazzi: Edmund, Gladys, Enid, Ginger, Albert e Margaret Rose. Tuttavia, i ragazzi non sono esattamente come Mame se li era aspettati: il quindicenne Edmund è un pestifero ragazzo che soffre di satirarsi, alitosi e priapismo, la tredicenne Gladys è una ninfomane esibizionista, Enid è un cleptomane, Ginger un depresso cronico, Albert un bugiardo e un ruffiano e Margaret Rose a sei anni bagna ancora il letto. Solo alla fine del capitolo Mame e Patrick riescono a sbarazzarsi dei diabolici ragazzini e mandarli ad un'altra sprovveduta famiglia carica di nobili intenzioni.

### Zia Mame e l'estate dorata
Zia Mame ritiene che per Patrick, oramai trentenne, sia giunto il momento di sposarsi. Così Mame si ritira in Messico per l'inverno, da dove comincia a mandare a Patrick foto di tre incantevoli ragazze, le sorelle Maddox: Margot, Melissa e Miranda. Patrick, invaghitosi delle ragazze, corre dalla zia ed inizia ad uscire con Margot. Solo dopo aver fissato la data delle nozze, Patrick si accorge della crudeltà e superbia delle Maddox e, disgustato dal comportamento razzista e classista di Margot, la lascia. 
Mentre Patrick prepara i bagagli per tornare a New York, vede che anche la figlia del gestore dell'albergo, Pegeen, si prepara a partire, e i due escono insieme.

### Zia Mame riveduta e corretta
Alcuni anni dopo i fatti narrati nel capitolo precedente, Patrick e Pegeen si sono sposati e hanno avuto un bambino, Michael, che ora ha sette anni. Zia Mame, improvvisamente ritornata dall'India, desidera molto conoscere il figlio dell'amato nipote Patrick. Tra Michael e Mame si instaura subito un forte feeling, con un certo disappunto da parte di Pegeen, che considera Mame eccentrica e strampalata. Il libro finisce con Mame che decide di portare il nipotino in India con lei per l'estate, mentre Patrick ripensa con una punta di nostalgia al periodo del proibizionismo.

## Adattamenti
Il fulmineo successo riscosso dal romanzo al momento della sua pubblicazione attrasse subito l'interesse dei produttori di Broadway, che ne acquistarono i diritti per uno spettacolo teatrale con protagonista Rosalind Russell. Sia la Russell che Peggy Cass (che interpretava il ruolo della segretaria Agnes Gooch) furono nominate ai Tony Awards del 1957 (ma solo la Cass vinse).
Nel dicembre del 1958 uscì nelle sale un adattamento cinematografico del romanzo, La signora mia zia: basato sul precedente allestimento teatrale, riproponeva la Russell e la Cass nei rispettivi ruoli. Il film risultò la pellicola di maggiore incasso negli Stati Uniti per l'anno 1959 e valse alla Russell una nomination all'Oscar e la vincita di un Golden Globe.
Nel 1966 fu la volta di una versione musical, intitolata Mame, con Angela Lansbury nei panni della protagonista, ruolo che le valse un Tony Award. Lo spettacolo fu un trionfo e anche di esso fu tratto un omonimo film, nel 1974, in cui il ruolo dell'eccentrica zia era stavolta impersonato da Lucille Ball. Il film ottenne un grande successo ai botteghini, sebbene non abbia ottenuto un'altrettanto calorosa accoglienza da parte della critica, che trovava Lucille Ball non all'altezza delle parti cantate e non adatta al personaggio a causa della sua età di 62 anni.

## Edizioni
- Patrick Dennis, Zia Mame, Adelphi, 2009.